# アッバース・アル＝ムーサーウィ
アッバース・アル＝ムーサーウィ（アラビア語: عباس الموسوي、英語: Abbas al-Musawi、1952年 - 1992年2月16日）は、レバノンのシーア派イスラム主義組織、ヒズボラの2代目書記長である。アッバス・アル＝ムサウィなどとも呼ばれる。

## 生涯
1952年にレバノンで生まれる。大学生になると、イラクの宗教系大学に入学し、1978年にレバノンに帰国。その後は一般人として生活していたが、1982年にイラン革命に興味を持ったことや、大学でルーホッラー・ホメイニーに影響を受けていたこともあり、ムーサーウィはイスラム主義的になっていった。そのことによって、1983年のベイルート・アメリカ海兵隊兵舎爆破事件にはムーサーウィが関連していると思われている。
1989年に同志と共にヒズボラを創設し、1991年には2代目ヒズボラ書記長となった。しかし、様々なテロに関わっている可能性があるムーサーウィはイスラエルからも警戒されていた。
1992年2月16日、妻、子どもと共にイスラエルのヘリコプターによる攻撃で暗殺された。